# Comes a time (album van Neil Young)
Comes a time is het negende studioalbum van de Canadese singer-songwriter Neil Young uit 1978, waarmee hij terugkeerde naar de country- en folkrocksound van Harvest (1972). Het was aanvankelijk de bedoeling dat het album Give to the Wind zou heten en er zijn enkele zeldzame kopieën met deze naam in omloop.

## Muziek
Neil Youngs begeleidingsband Crazy Horse speelt mee in Look out for my love en Lotta love. Nicolette Larson tekent voor de tweede stem in de meeste nummers van dit album en zingt solo in het rocknummer Motorcycle mama. Four strong winds is geschreven door countryzanger Ian Tyson en onder meer gecoverd door Waylon Jennings, Harry Bellafonte, Johnny Cash en Judy Collins. Het werd in 1995 een top 10-hit voor Bobby Bare.

## Tracklist
Alle muziek en teksten zijn geschreven door Neil Young, tenzij anders aangegeven. 
| Nr. | Titel                | Duur |
| --- | -------------------- | ---- |
| 1.  | Goin' back           | 4:43 |
| 2.  | Comes a time         | 3:05 |
| 3.  | Look out for my love | 4:06 |
| 4.  | Lotta love           | 2:38 |
| 5.  | Peace of mind        | 4:11 |

| 6.                 | Human highway                 | 3:09 |
| 7.                 | Already one                   | 4:53 |
| 8.                 | Field of opportunity          | 3:08 |
| 9.                 | Motorcycle mama               | 3:08 |
| 10.                | Four strong winds (Ian Tyson) | 4:07 |
| Totale duur: 35:39 |                               |      |

## Muzikanten
Gone with the Wind Orchestra:
- Zang – Neil Young en Nicolette Larson
- Akoestische gitaar – Bucky Barret, Dale Sellers, Grant Boatright, Jerry Shook, John Christopher, Ray Edenton, Steve Gibson, Vic Jordan
- Autoharp – Rita Fey
- Bas – Joe Osborne, Tim Drummond
- Drums – Karl Himmel, Larrie Londin
- Elektrische Gitaar – J.J. Cale
- Percussie – Farrel Morris
- Piano – Spooner Oldham
- Saxofoon  – Tim Mulligan
- Steelgitaar – Ben Keith
- Strijkinstrumenten – Carl Goroditzby, Carol Walker, Gary Vanosdale, George Binkley, George Kosmola, Larry Harvin, Larry Lasson, Martha McCrory, Maryanna Harvin, Marvin Chantry, Rebecca Lynch, Roy Christensen, Shelly Kurland, Stephanie Woolf, Steve Smith, Virginia Christensen
- Viool – Rufus Thibodeaux

Crazy Horse:
- Zang, bas – Billy Talbot
- Zang, drums – Ralph Molina
- Zang, gitaar – Frank Sampedro
- Saxofoon  – Tim Mulligan

Spooner Oldham is een Amerikaanse songwriter en sessiemuzikant die onder meer heeft gewerkt met Joe Cocker, Bob Seger en Willy DeVille. Violist Rufus Thibodeaux heeft onder meer gespeeld met de countrymuzikanten Jim Reeves en George Jones. Zanger-gitarist J.J. Cale heeft onder meer de nummers After midnight en Cocaine geschreven, die een succes werden voor Eric Clapton. Call me the breeze werd gecoverd door Lynyrd Skynyrd.

## Album
Het album is opgenomen in verschillende studio's: Trinidad (Fort Lauderdale), Columbia (Londen), Wally Heider (Hollywood), Woodland (Nashville), Sound shop, (Nashville) en Broken Arrow (Redwood City).
Het is geproduceerd door Neil Young, Ben Keith en Tim Mulligan (tracks 1, 2, 5, 6, 9 en 10), Neil Young, David Briggs en Tim Mulligan (tracks 3 en 4), Neil Young en Ben Keith (track 7), Neil Young en Tim Mulligan (track 8).
De originele mastering is uitgevoerd door Phil Brown en Stu Romain. De geluidstechnici waren Danny Hilly, David Mc Kinley, Denny Purcell, Ernie Winfrey, Gabby Garcia, Michael Laskow, Mike Porter, Paul Kaminsky, Rich "Hoss" Adler en Tim Mulligan. Het album is vanaf 1988 ook op compact disc verkrijgbaar.
De strijkpartijen zijn gearrangeerd door Neil Young (tracks: A1 en A2) en Chuck Cochran (overige tracks). 
De albumhoes is ontworpen door Tom Wilkes, de fotografie is van Coley Coleman. Op de voorkant van het album staat Neil Young op een zwart-witfoto met gele achtergrond. Hij speelt gitaar en draagt een cowboyhoed. Op de achterkant staat een zwart-witfoto (korrelig) van Neil voor een microfoon, terwijl hij gitaar speelt.

## Ontvangst
Dit album werd over het algemeen goed ontvangen. AllMusic waardeerde de plaat met vier en een halve ster, het tijdschrift Rolling Stone kende het album vijf sterren toe. Muziekkrant OOR plaatste het album op nr. 27 in de jaarlijst over 1978.
Het album Comes a time behaalde in de Verenigde Staten nr. 7 en in Groot-Brittannië nr. 42. In Nederland kwam dit album op nr. 3. De single Four strong winds kwam in de VS op nr. 61 en in Engeland op nr. 57. In Nederland kwam de single Comes a time op nr. 30.